# Vancomicina
La vancomicina és un antibiòtic de la família dels glicopèptids. S'obté del bacteri del sòl Streptomyces orientalis, i la seva diana és la paret bacteriana. Va ser aïllada per primer cop l'any 1953 a partir d'una mostra de sòl de la selva de Borneo recollida per un missioner.
La vancomicina és un important en el tractament d'infeccions causades per bacteris resistents a altres antibiòtics, i es considera un medicament d'últim recurs. Tanmateix, han aparegut soques d'Enterococcus i de Staphylococcus aureus resistents a la vancomicina.

## Mecanisme d'acció
La vancomicina interfereix en la formació de la paret bacteriana. La part peptídica de la vancomicina s'uneix a la seqüència D-alanilil-D-alanina terminal del pèptid de la mureïna. D'aquesta forma, s'inhibeix la transpeptidació i la paret bacteriana perd resistència.

## Espectre d'acció
La vancomicina és eficaç contra Staphylococcus i algunes espècies dels gèneres Clostridium, Bacillus, Streptococcus i Enterococcus.

## Resistències
La vancomicina té una gran importància en el tractament d'infeccions causades per bacteris resistents a altres antibiòtics, i és l'últim recurs en aquests casos. Per tant, és molt important limitar-ne l'ús per evitar-ne resistències. Tot i així, l'any 2002 es va aïllar d'un pacient una soca de Staphylococcus aureus resistent a la meticil·lina que també era resistent a la vancomicina. Del mateix pacient, es va aïllar una soca d’Enterococcus resistent a la vancomicina, i es va comprovar que havia transmès el gen de resistència als Staphylococcus per conjugació. A part de resistències totals, en els últims anys s'han detectat bacteris amb resistència intermèdia a la vancomicina. En aquests casos es pot fer servir una variant de l'antibiòtic en què se substitueix l'oxigen carbonil (=O) d'un grup amida concret per un grup metilè (=CH₂).